# Baderich von Dornburg
Baderich II. († nach 1198 oder nach 1240) war Graf von Dornburg und Mühlingen an der mittleren Elbe.

## Leben
Er war ein Sohn von Baderich, Graf von Jabilinze und Dornburg und erster Burggraf von Brandenburg.
1187 wurde er erstmals neben seinem Bruder Siegfried, zweiter Burggraf von Brandenburg und Graf von Dornburg, erwähnt. 1194 wurde Baderich selber als Graf von Dornburg erwähnt, sein Bruder trug diesen Titel danach einige Jahre nicht mehr. Seit 1195 war er auch Graf von Mühlingen. Möglicherweise starb Baderich nach 1198, denn sein Bruder Siegfried erschien 1204 wieder als Graf von Dornburg.
Ab 1205 wurde wieder ein Baderich von Dornburg und Mühlingen erwähnt, möglicherweise dessen Sohn. 1240 wurde dieser letztmals genannt.